# Калафати, Леонид Фёдорович
Леонид Фёдорович Калафа́ти — научный сотрудник ЦКТИ, лауреат Сталинской премии (1947).

## Биография
Родился 10 (23 ноября) 1906 года в Санкт-Петербурге в семье настройщика роялей.
Окончил ЛПИ имени М. И. Калинина, ученик И. Н. Вознесенского.
Работал в Центральном научно-исследовательском и проектно-конструкторском котлотурбинном институте (ЦКТИ).
Участник войны, старший техник-лейтенант.
Разработал технический проект электронно-гидравлической системы автоматического регулирования, аварийной защиты и сигнализации основного варианта быстродействующей редукционно-охладительной установки для мощных котлов 68СП-ПК12 с сверхвысокими параметрами пара.
В 1958—1967 годы восстановил яхту «Мираме», которая существует и сейчас (в 1967—1993 годы называлась «Скиф»).

## Признание
- Сталинская премия второй степени (1947) — за разработку системы автоматического регулирования паровых котлов
- медаль «За оборону Ленинграда»